# São Mamede de Coronado
São Mamede de Coronado is een plaats (freguesia) in de Portugese gemeente Trofa en telt 4 053 inwoners (2001).